# Stadskollegium

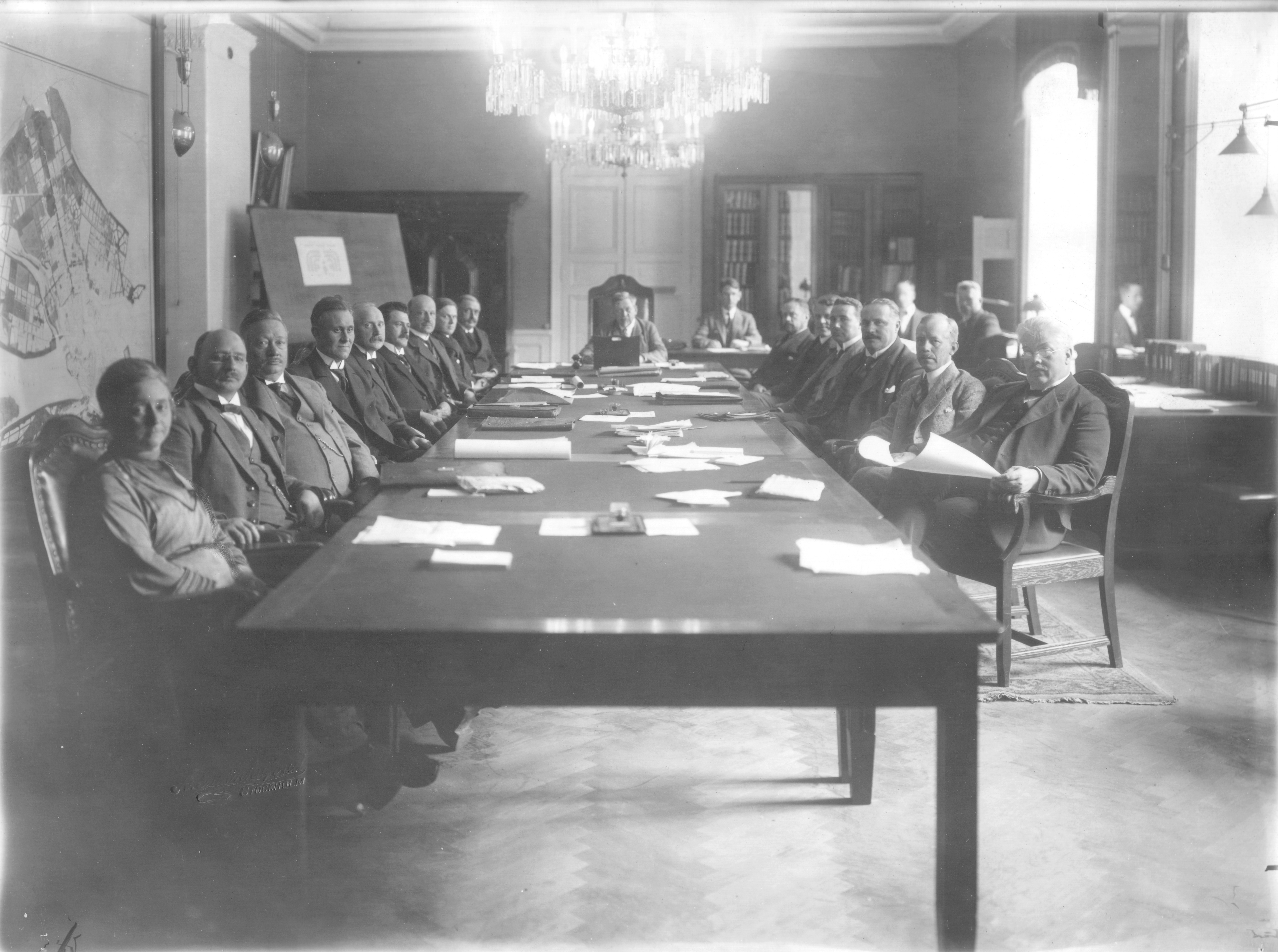
Stockholms stadskollegium 1921.

Ett stadskollegium var fram till den landsomfattande kommunreformen 1971 det högsta verkställande organet i städerna Göteborg, Helsingborg och Stockholm. När en enhetlig kommuntyp infördes ersattes det tidigare stadskollegiet av kommunstyrelsen, liksom i alla Sveriges kommuner.
I andra städer i Sverige hade drätselkammaren motsvarande uppgifter.